# Первомайский (Казань)
Первомайский — посёлок (жилой массив) с малоэтажной застройкой в составе Казани.

## Территориальное расположение, границы
Посёлок Первомайский находится в южной части Казани, на территории Приволжского района, к западу от посёлка (жилого массива) Старые Горки.
С южной и западной стороны его территория ограничена береговой линией озера Средний Кабан, с северо-западной — группой многоквартирных домов Военного городка—2, с северной — гипермаркетом «Бахетле» и жилым комплексом «Чистое небо», с северо-восточной — Танковым кольцом, с восточной — Оренбургским трактом и Фермским шоссе.
В существующих территориальных границах посёлок Первомайский сформирован в послевоенный период (вторая половина 1940-х — 1950-е годы) в результате застройки свободных пространств, разделявших два близлежащих городских посёлка — Бутырки и собственно Первомайский.
Возникшие в дореволюционный период Бутырки в настоящее время занимают западную часть единого посёлка, вдоль улицы Бутырской, вблизи береговой линии озера Средний Кабан. Восточнее Бутырок, на землях вдоль Оренбургского тракта предположительно в 1920-е годы возникло новое поселение, названное в 1930-е годы посёлком Первого мая (Первомайский). В процессе послевоенного слияния Бутырок с Первомайским название последнего стало официальным для объединённого посёлка. Но до сих пор между двумя частями сохраняется неформальная граница вдоль небольшого безымянного ручья, протекающего через весь посёлок от Танкового кольца до озера Средний Кабан.

## Название
Посёлок Первомайский назван в честь советского праздника «День международной солидарности трудящихся — Первое Мая».

## История

### Бутырки в дореволюционный период (до 1917 года)
Точное время возникновения Бутырок не установлено. Известно, что этот посёлок возник как слободка на восточном берегу озера Средний Кабан (ранее также называлось Дальним Кабаном) на земле, принадлежавшей Казанскому Воскресенскому Новоиерусалимскому монастырю (Архиерейскому подворью).
«На земле, принадлежащей Воскресенскому монастырю, за оградой находится слободка Бутырки… Основана она бывшими архиерейскими служителями, перечислившимися в мещане. С 1870 г. число жителей в слободке постепенно уменьшается — они переселяются в город. Остающиеся на месте, за неимением собственной земли, усадебную оседлость арендуют у монастыря.»
Впрочем, косвенные источники указывают, что слободка Бутырки возникла не позже XVIII века. В 1889 году казанский краевед Николай Агафонов (1842—1908) опубликовал очерк «Из Казанских преданий», включённый им позже в сборник «Из Казанской истории». В этом очерке описывается сюжет из жизни жителей Бутырок конца XVIII века, а также даётся сравнительное описание слободки второй половины XIX века и в более ранний период.
«… На левом берегу второго Кабана, в нескольких шагах от загородного архиерейского монастыря, именуемого „Новым Иерусалимом“, тянется небольшая слободка Бутырки. Деревенька эта теперь захудала и обеднела, дома её почти все разрушились, плети упали, огороды засорились, тенистые ивы срублены, обитатели частью вымерли, частью выселились в Казань. Можно сказать наверное, что не пройдёт и одного десятка лет, как от слободки останутся лишь кучи мусора.
А было время, когда жизнь в этом уголке шла весело. Домики были красивы, улица покрыта зеленью, на дворах мычали коровы, позади дворов шли цветущие огороды. Жители Бутырок имели полный во всём достаток: смотрели бодро, ходили нарядно; вели жизнь трезвую, трудовую, промышляя каждый тем, чему научен был с детства — кто огородничеством, кто пчеловодством, кто рыбачеством, кто птицеводством. Гусей и уток у них всегда водилось в несметном количестве, благодаря близости Кабана, где птица эта плавала от начала весны до осенних заморозков.
В юридическом отношении слобода Бутырки была крепостным достоянием вышеназванного монастыря. Слобожане писались экономическими крестьянами и платили монастырю свои оброки, кто деньгами, кто продуктами хозяйства, а кто личным трудом в качестве архиерейских служителей и монастырских батраков. Несмотря однако на такую подчинённость свою монастырю, бутырские крестьяне сумели устроить свою жизнь вполне благополучно, чего достигли благодаря терпению и трудолюбию, а главным образом благодаря тому, что в Бутырках ни кабака, ни трактира никогда не существовало.»
Одно из первых картографических упоминаний Бутырок относится к 1837 году — слободка появляется на «Плане губернского города Казани». Бутырки также фигурируют на «Геогностической карте Казанской губернии» (1855), составленной профессором Императорского Казанского университета Петром Вагнером (1799—1876). 

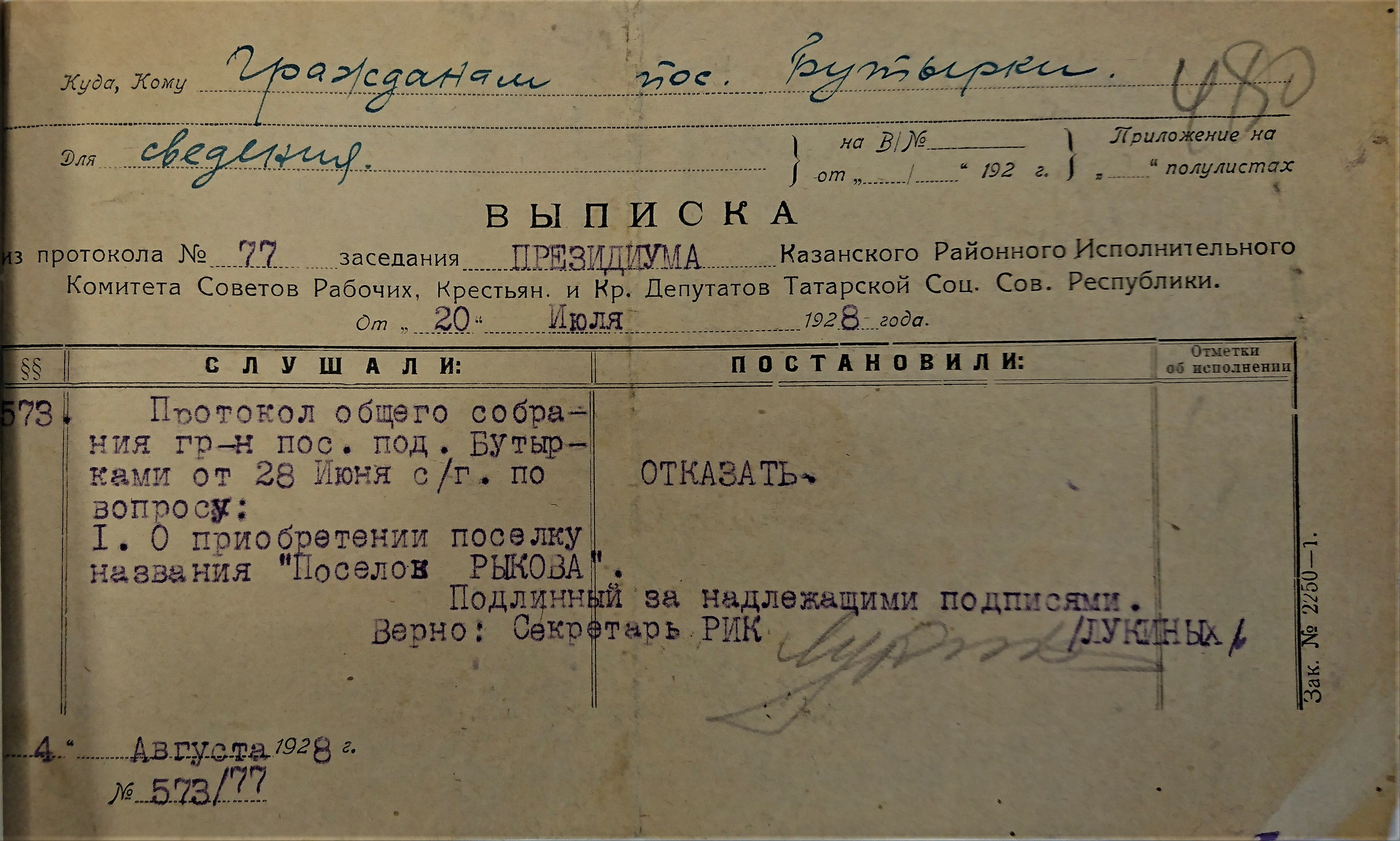
Выписка из протокола № 77 заседания президиума Казанского райисполкома от 20 июля 1928 года с решением отказать жителям посёлка под Бутырками в присвоении ему названия Посёлок Рыкова

Слободка Бутырки была маленьким населённым пунктом, отсюда и название (Бутырки — небольшое селение, отделённое от большого населённого пункта полем или лесом; выселки; часть селения, несколько домов на отшибе). Согласно Военно-топографической карте Казанской губернии 1880 года, в ней в этот период насчитывалось 14 дворов.
С 1872 года казанский купец Петров стал устраивать в Бутырках дачи для найма.

### Бутырки в 1920-е — 1930-е годы
В период с 1920-х годов и до 1934 года Бутырки в административном отношении входили в состав Горкинского сельсовета, который в свою очередь был частью Воскресенской волости Арского кантона (1920—1927), а с 1927 года непосредственно входил в состав Казанского района. В 1934 году Бутырки вместе с Горками были включены в состав Казани.
Согласно отчёту Горкинского сельсовета от 15 декабря 1928 года, в Бутырках проживало 155 человек (75 мужчин и 80 женщин), из них 19 — малолетние дети. По состоянию на 1930 год численность населения в посёлке составляла 172 человека. По национальному составу абсолютное большинство жителей были русскими, но также было несколько татар (например, семья Юсупа Юнусова).
По состоянию на 1927 год, в Бутырках было только одно торговое заведение — маленькая бакалейная лавка, выстроенная из тёса площадью 8 кв. м (2 м × 4 м), принадлежавшая Василию Власову.

### Посёлок Первого Мая в 1920-е — 1930-е годы

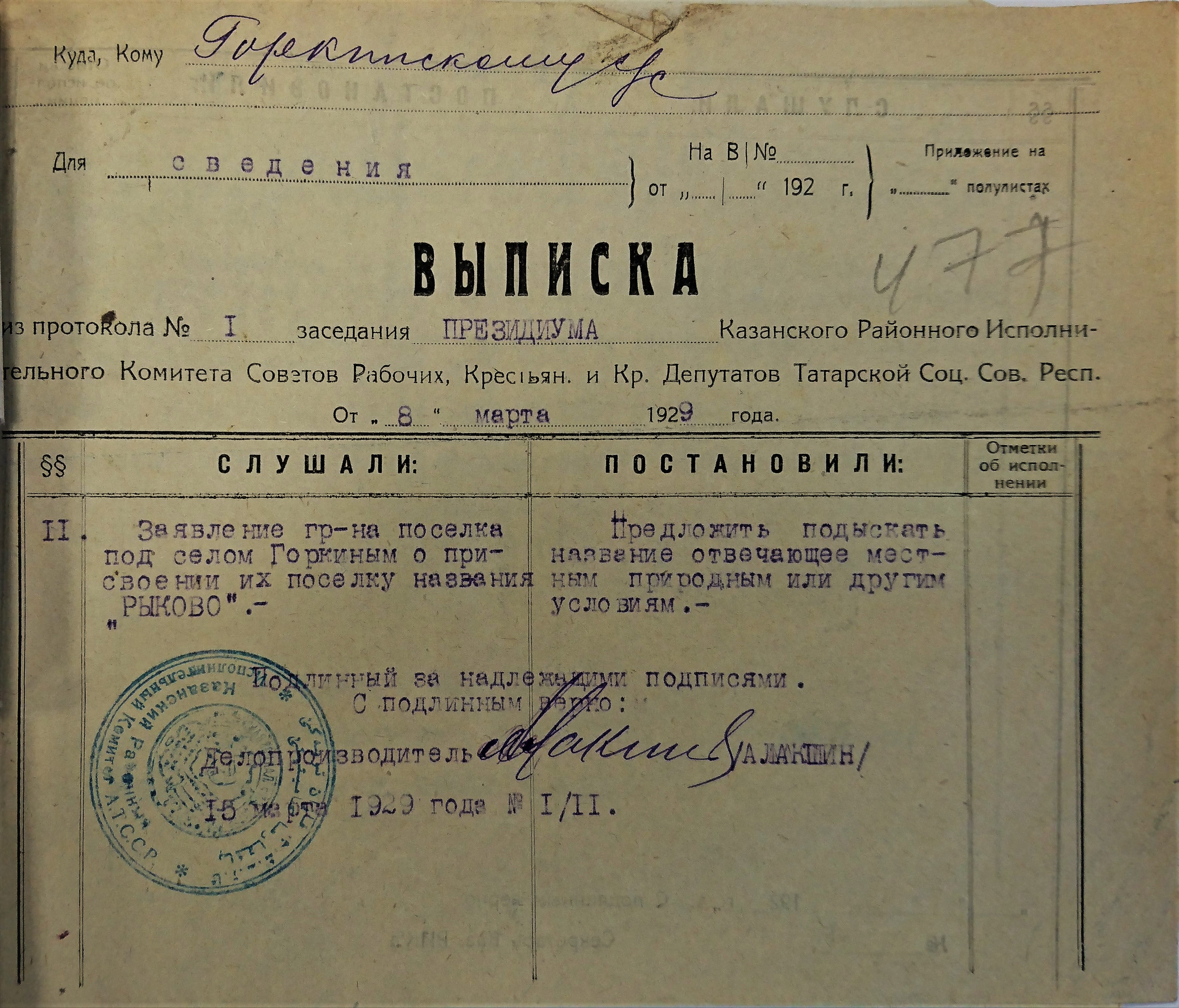
Выписка из протокола № 1 заседания президиума Казанского райисполкома от 8 марта 1929 года с решением отклонить предложение присвоить посёлку название Рыково

Данный посёлок возник вдоль Оренбургского тракта с противоположной стороны от деревни Горки предположительно в начале 1920-х годов. В первое время он не имел официального названия, поэтому жители Горок именовали его Подгорным посёлком (он возник внизу под горой, на которой расположены Горки). В официальной документации конца 1920-х годов он также именовался посёлком под селом Горки или посёлком под Бутырками .
Отсутствие официального названия создавало определённые неудобства жителям посёлка. В 1928—1929 годах они неоднократно обращались в Казанский райисполком, предлагая назвать его Посёлком Рыкова (Рыково) — в честь председателя СНК СССР и СНК РСФСР Алексея Ивановича Рыкова (1881—1938).
Аргументировали своё предложение следующим образом:
«Нас смешивали всегда с посёлком Бутырки и корреспонденция идёт большинством через Бутырки, почему мы почту получаем не вовремя. На основании сего и просим вторично присвоить нам название нашему пос. „пос. Рыкова“, в ином же случае „пос. Оренбургский тракт“.»
Руководство Казанского района, однако, неизменно отвергало идею увековечивания имени Алексея Рыкова, в ответ предлагая жителям «подыскать название, отвечающее местным природным или другим условиям». А позже, уже в 1930-е годы посёлку присвоили официальное название — посёлок Первого Мая (позже — Первомайский).
В административном отношении посёлок Первого Мая входил в состав Горкинского сельсовета, а в 1934 году вместе с Горками и Бутырками был включён в состав Казани.

### Бутырки и Первомайский в годы Великой Отечественной войны (1941—1945)

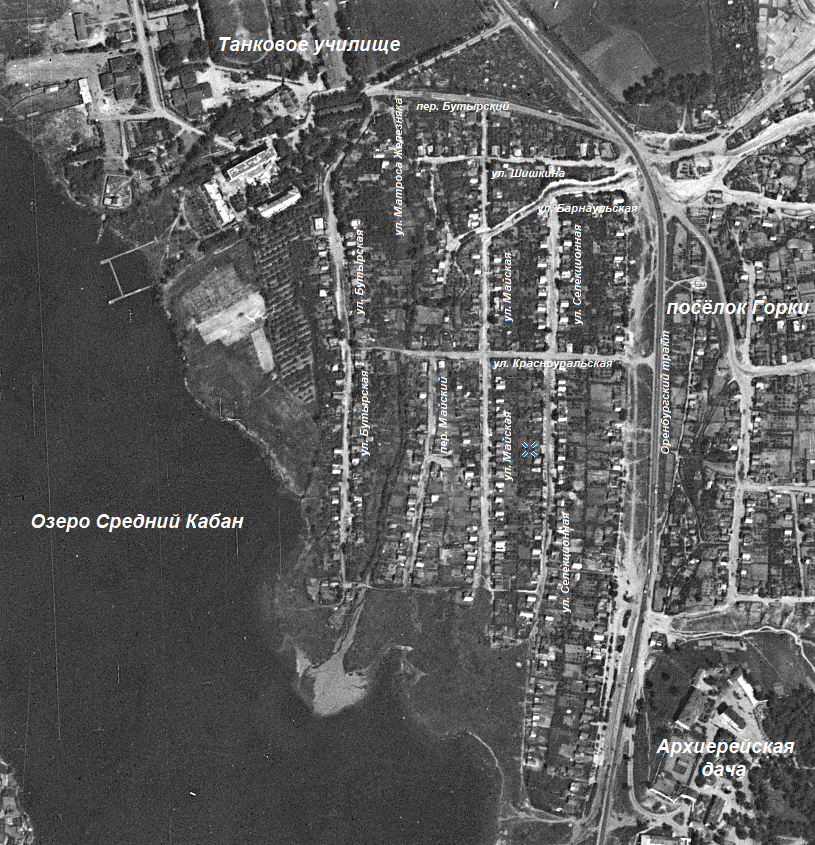
Казань. Посёлок Первомайский на снимке с американского спутника (7 июня 1966)

В центре посёлка на пересечении улиц Майской и Красноуральской установлена мемориальная стела, на которой выбиты фамилии с инициалами жителей Бутырок и Первомайского — участников Великой Отечественной войны (1941—1945), как погибших (25 человек), так и вернувшихся живыми (40 человек). Впрочем, в числе последних могут быть лица, которые уходили на фронт из других мест и поселились в данном посёлке уже в послевоенный период.

### Послевоенный период (1945—1991)
Во второй половине 1940-х — 1950-х годах население Бутырок и Первомайского заметно возросло, а большая часть свободных территорий между ними была застроена деревянными одноэтажными домами с приусадебными участками. В эти годы произошло окончательное слияние обоих посёлков, в результате чего название Бутырки исчезло с карты Казани, но сохранилось в названиях улицы Бутырской и Бутырского переулка.
В 1960 году в Казани был открыт 6-й троллейбусный маршрут («Площадь Куйбышева — ВДНХ»), который тремя годами позже был продлён по Оренбургскому тракту до посёлка Борисково. В результате жители Первомайского получили устойчивую транспортную связь с центром Казани.

### Постсоветский период (с 1991 года)
В постсоветский период облик посёлка Первомайский заметно изменился. Во многих местах на месте старых деревянных одноэтажных домов стали появляться двухэтажные коттеджи и особняки.
Вместе с тем, в 2000-е годы северная часть посёлка утратила ряд домовладений: частично — на северной оконечности улицы Майской, полностью — вдоль улиц Шишкина и Барнаульской. Часть этих домовладений попала в зону застройки трёх корпусов высотного жилого комплекса «Чистое небо» (Оренбургский тракт, 24А, 24Б, 24В), возведение которого началось в 2006 году, а закончилось только в 2013 году. Рядом с ними в 2008 году был построен гипермаркет «Бахетле» (Оренбургский тракт, 22А).

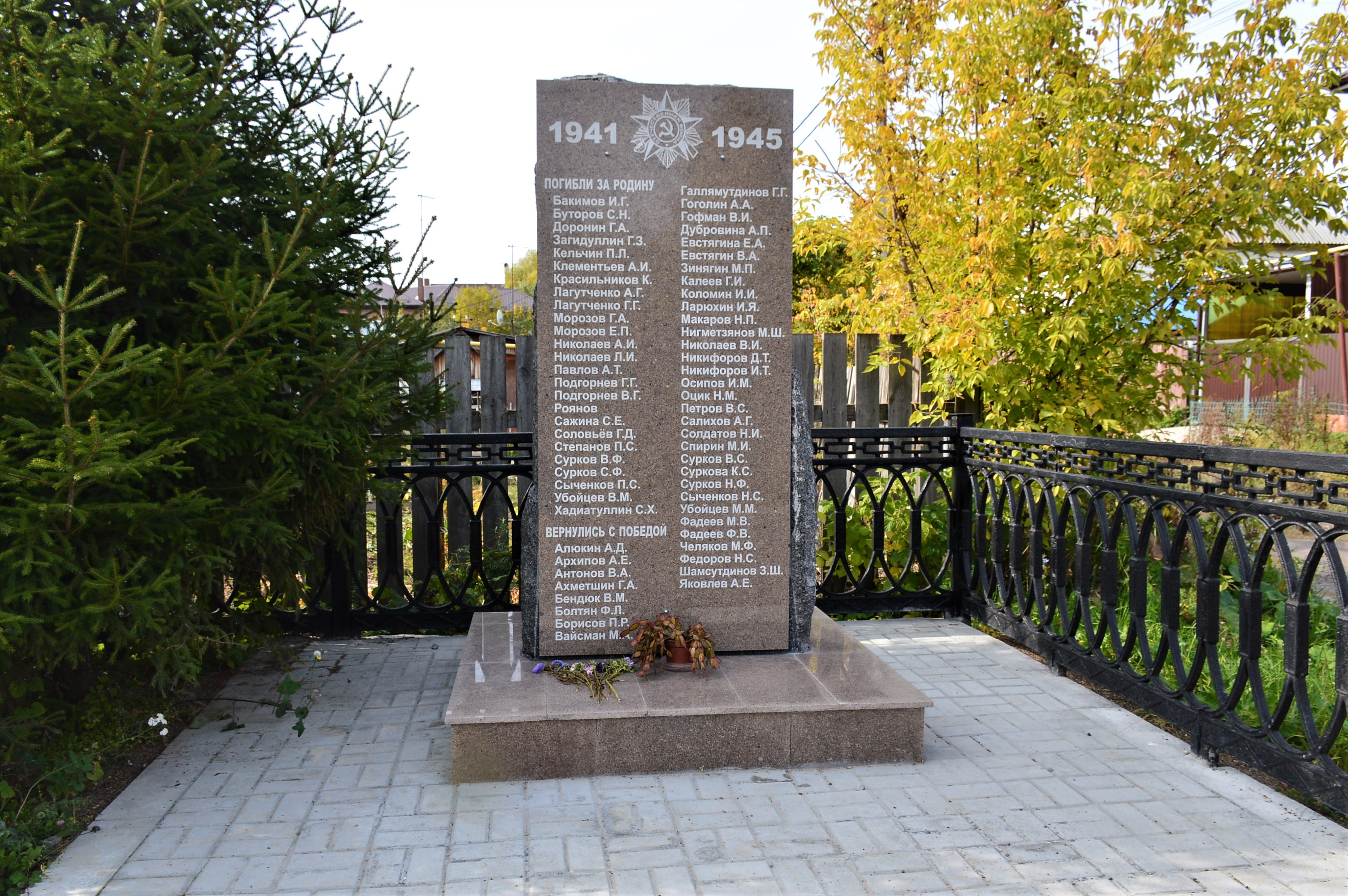
Мемориальная стела, посящённая жителям посёлка Первомайский — участникам Великой Отечественной войны (1941—1945) (сентябрь 2020)
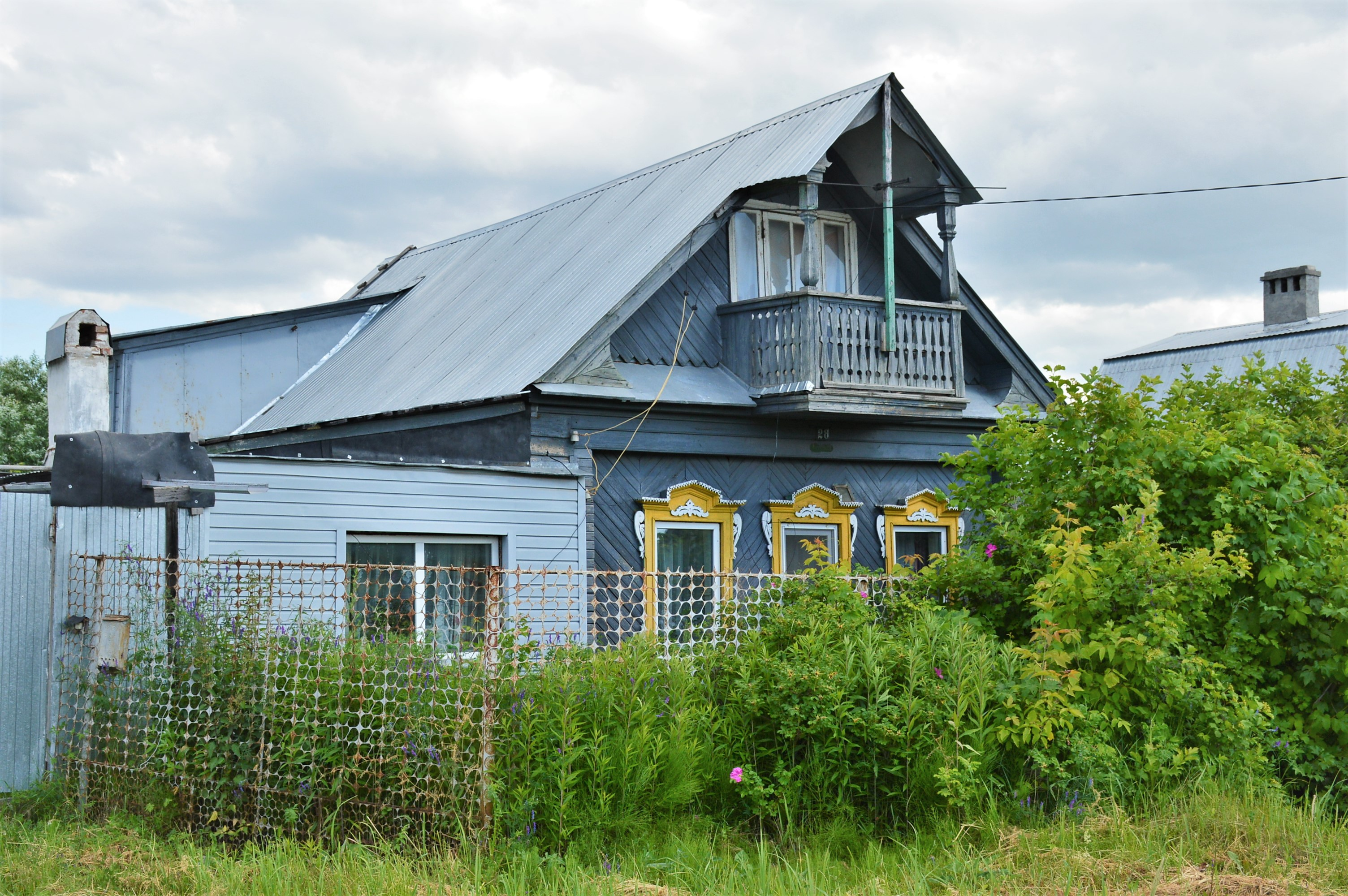
Жилой дом: ул. Селекционная, 28 (июнь 2020)
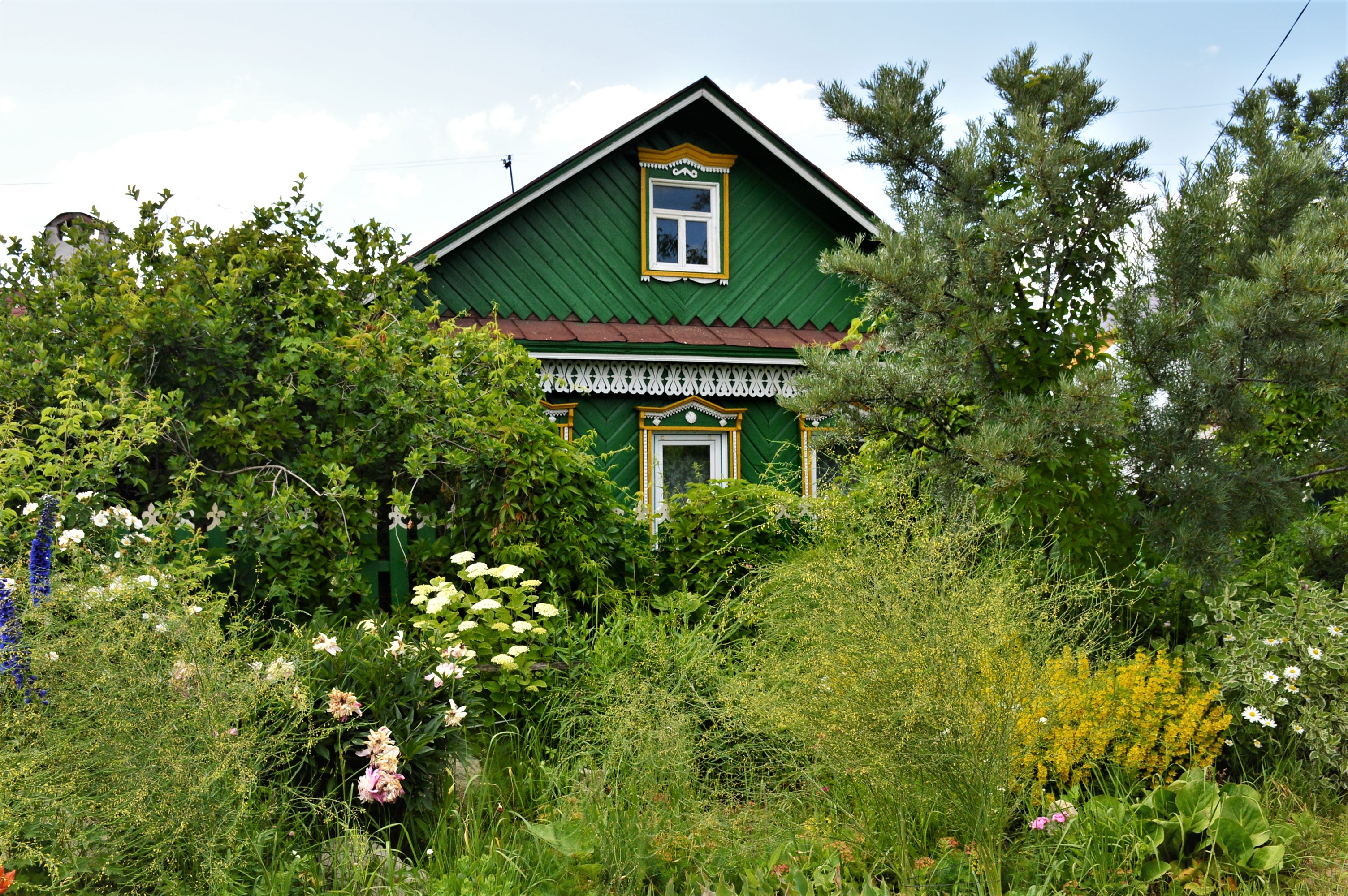
Жилой дом: ул. Селекционная, 35 (июнь 2020)
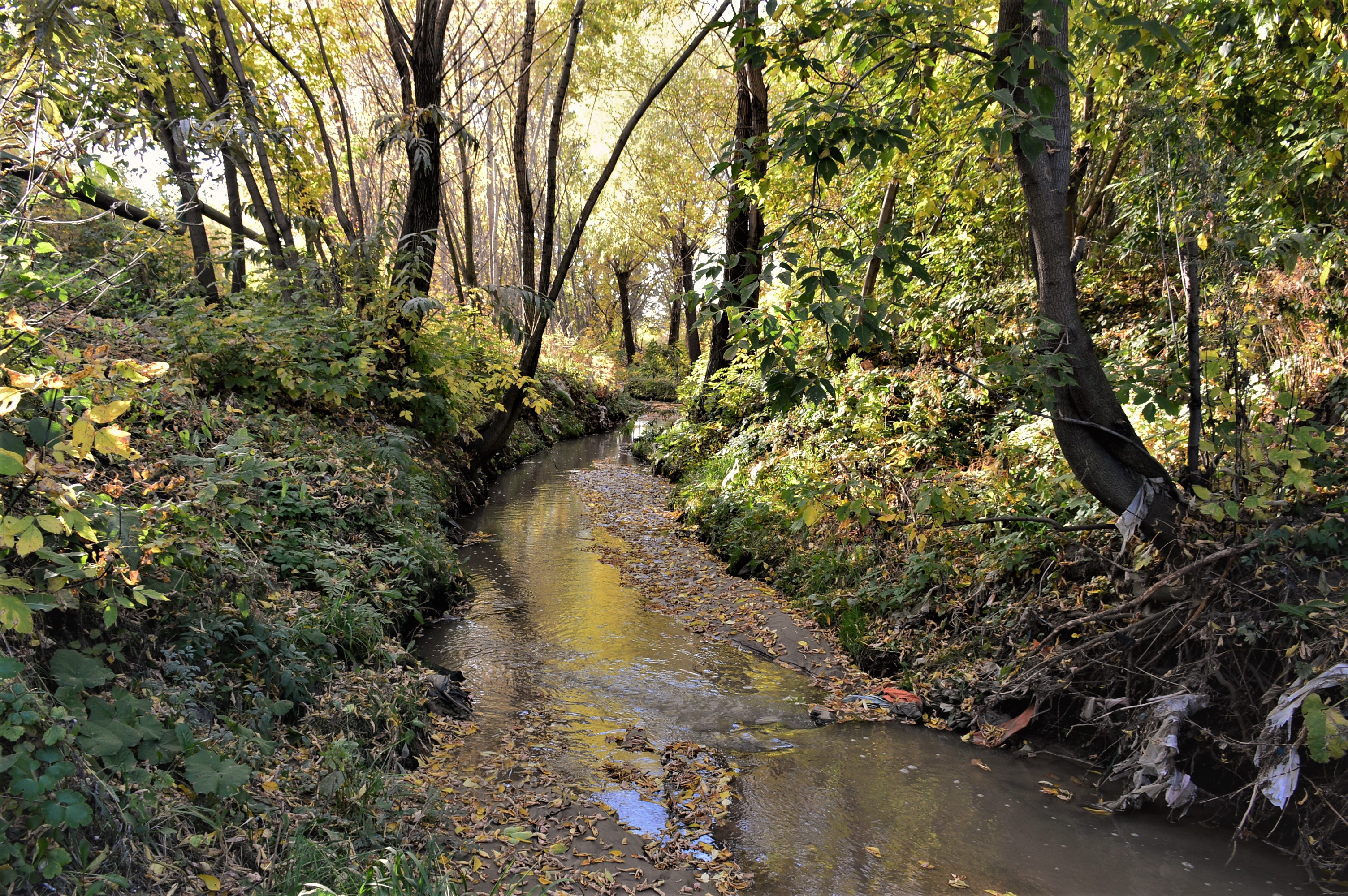
Безымянный ручей протекает через посёлок Первомайский от Танкового кольца до озера Средний Кабан (октябрь 2020)
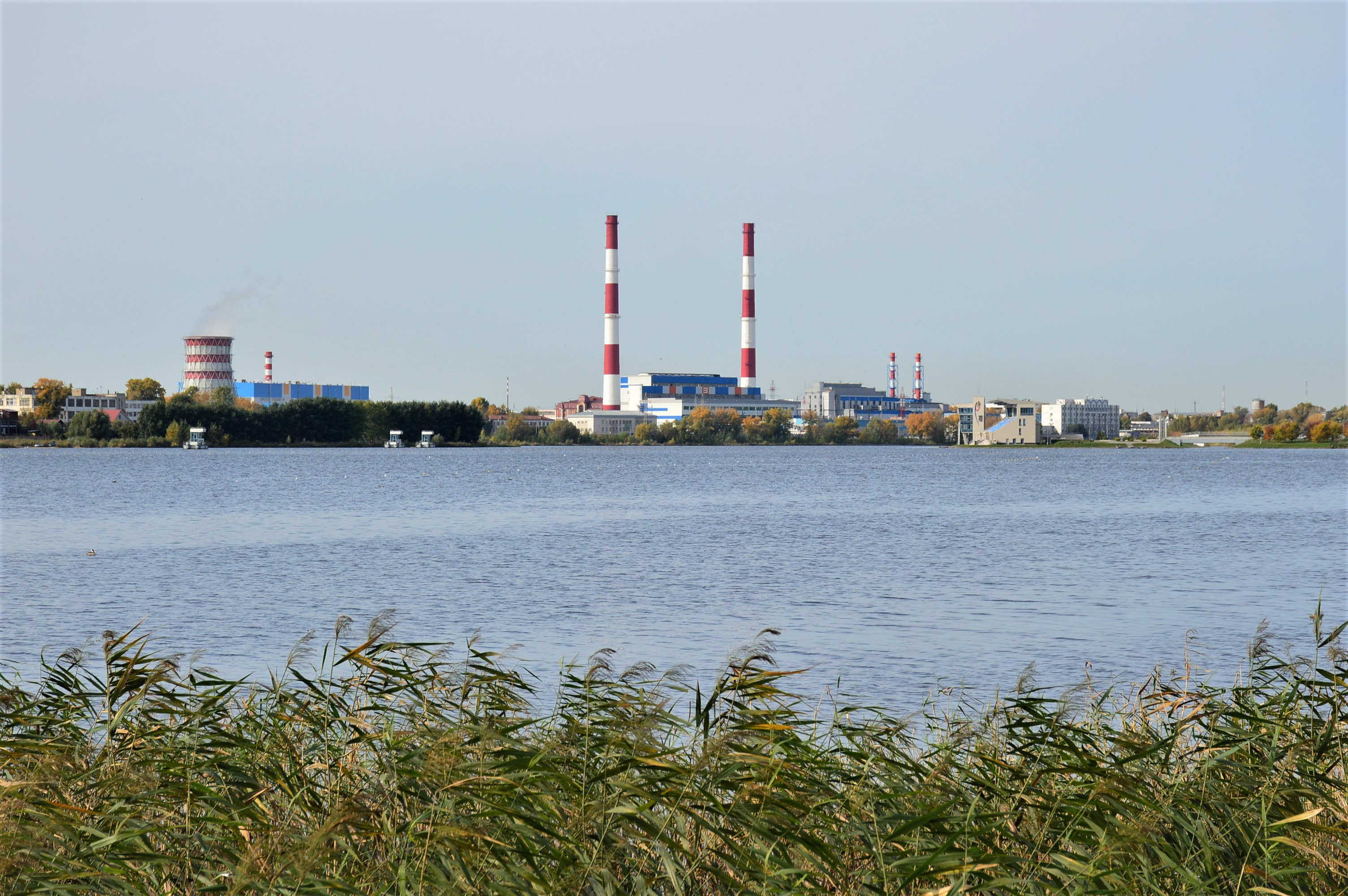
Вид на озеро Средний Кабан и ТЭЦ-1 со стороны посёлка Первомайский (сентябрь 2020)

## Уличная сеть
В настоящее время на территории посёлка Первомайский имеется 7 улиц и 2 переулка. Кроме того, по территории посёлка параллельно Оренбургскому тракту проходит дорога-дублёр, на которой расположены домовладения, имеющие чётную адресацию по Оренбургскому тракту (от этой магистрали дорога-дублёр отделена забором с шумозащитным экраном).
Улица Бутырская, Бутырский переулок, а также дорога-дублёр вдоль Оренбургского тракта имеют асфальтовое покрытие, в то время как остальные улицы посёлка либо утратили его, либо не имели вообще.
Возникшая в XIX веке улица Бутырская — самая старая и самая длинная (996 м) поселковая улица. Самой короткой является улица Шишкина (36 м — одна из самых коротких улиц Казани), полностью лишённая домовладений. Самой маленькой по количеству домовладений (4) является улица Матроса Железняка.
| Список улиц посёлка Первомайский  | Список улиц посёлка Первомайский | Список улиц посёлка Первомайский           | Список улиц посёлка Первомайский                             | Список улиц посёлка Первомайский | Список улиц посёлка Первомайский |
| Название улицы                    | Фотоизображение                  | Вариант адресной таблички                  | Документ, которым утверждено название                        | Прежнее название                 | Длина (в метрах)                 |
| --------------------------------- | -------------------------------- | ------------------------------------------ | ------------------------------------------------------------ | -------------------------------- | -------------------------------- |
| Барнаульская улица                |                                  | Нет домов с адресацией по данной улице     | Решение Казанского горисполкома от 1 октября 1953 года № 755 | 2-я Проектная улица              | 95                               |
| Бутырская улица                   |                                  |                                            | —                                                            | —                                | 996                              |
| Бутырский переулок                |                                  | Нет домов с адресацией по данному переулку | —                                                            | —                                | 170                              |
| Красноуральская улица             |                                  |                                            | Решение Казанского горисполкома от 1 октября 1953 года № 755 | 1-я Проектная улица              | 263                              |
| Майская улица                     |                                  |                                            | —                                                            | —                                | 540                              |
| Майский переулок                  |                                  |                                            | —                                                            | —                                | 348                              |
| Матроса Железняка улица           |                                  |                                            | —                                                            | —                                | 110                              |
| Оренбургский тракт: дорога-дублёр |                                  |                                            | —                                                            | —                                | 855                              |
| Селекционная улица                |                                  |                                            | —                                                            | —                                | 783                              |
| Шишкина улица                     |                                  | Нет домов с адресацией по данной улице     | Решение Казанского горисполкома от 1 октября 1953 года № 755 | 3-я Проектная улица              | 36                               |

### Уличные топонимы (годонимы) посёлка Первомайский
Из семи улиц и двух переулков Первомайского названия четырёх образованы от наименований населённых пунктов: одна улица и один переулок сохраняют историческое название слободки (посёлка) Бутырки, две улицы названы в честь российских городов — Красноуральска (Свердловская область) и Барнаула.
В названии улицы Майской и одноимённого переулка также просматриваются географические корни, поскольку оно, вероятно, образовано от сокращённой формы названия посёлка Первого Мая (Первомайский).
Две улицы названы в честь известных людей — русского художника-пейзажиста Ивана Шишкина (1832—1898) и матроса-революционера Анатолия Железнякова (1895—1919), более известного как Матрос Железняк.
И, наконец, одна улица — Селекционная — названа в честь селекционеров Казанской опытной сельскохозяйственной станции (в настоящее время — Татарский научно-исследовательский институт сельского хозяйства), созданной в 1920 году и размещённой в зданиях Казанского Воскресенского Новоиерусалимского монастыря (Архиерейского подворья).

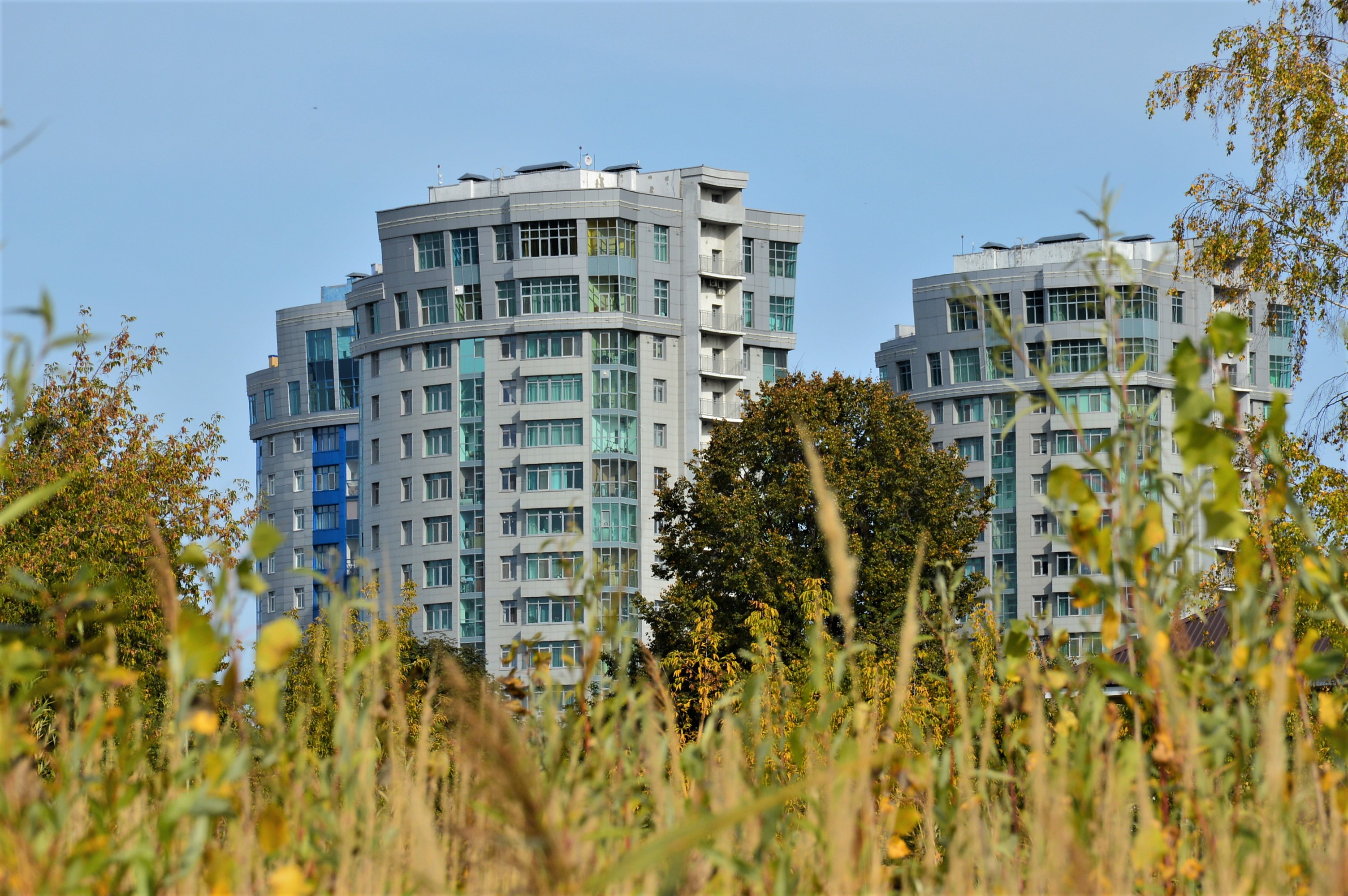
Вид на жилой комплекс «Чистое небо» со стороны озера Средний Кабан (сентябрь 2020)
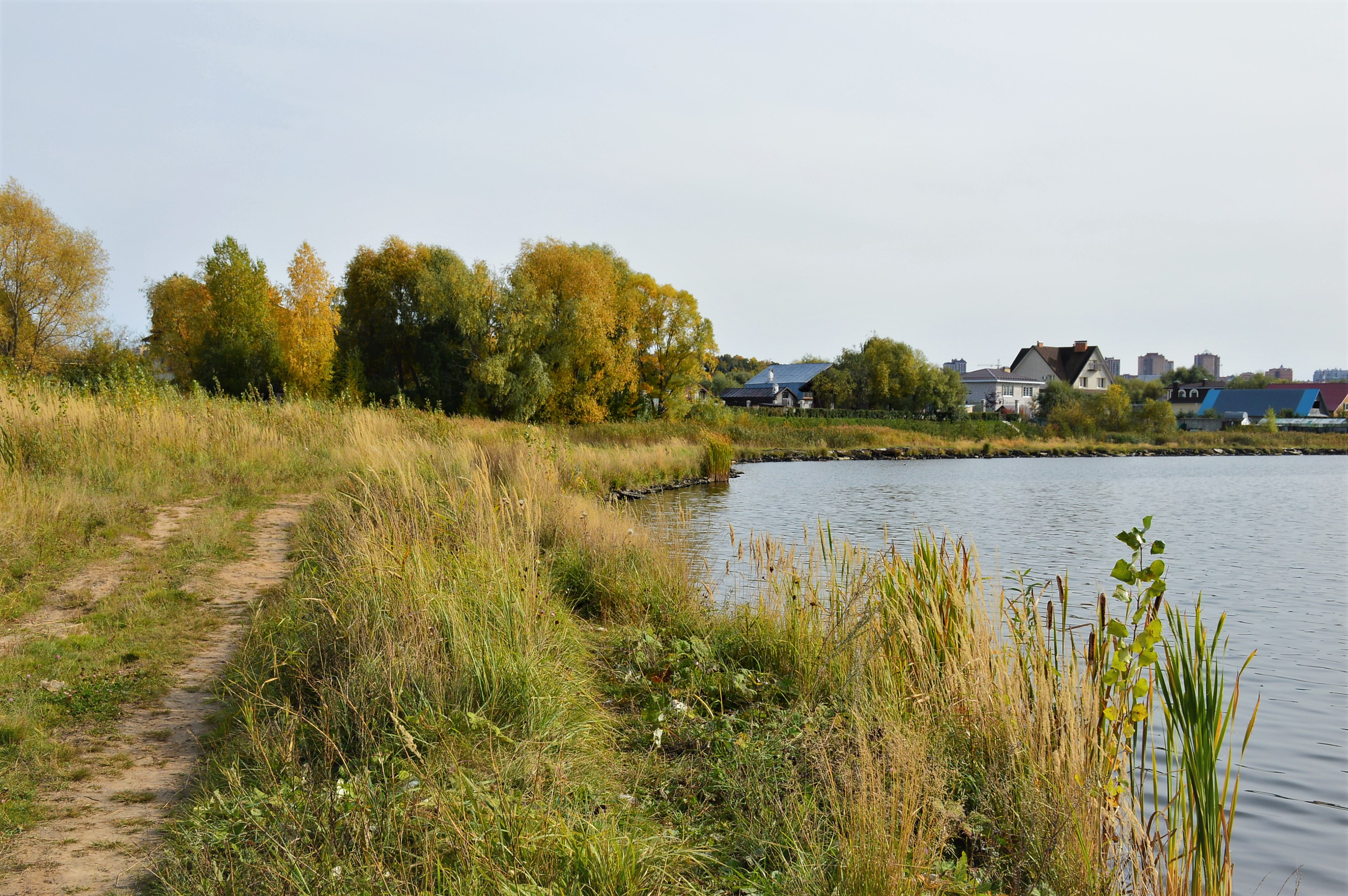
Береговая линия вдоль озера Средний Кабан со стороны посёлка Первомайский (сентябрь 2020)
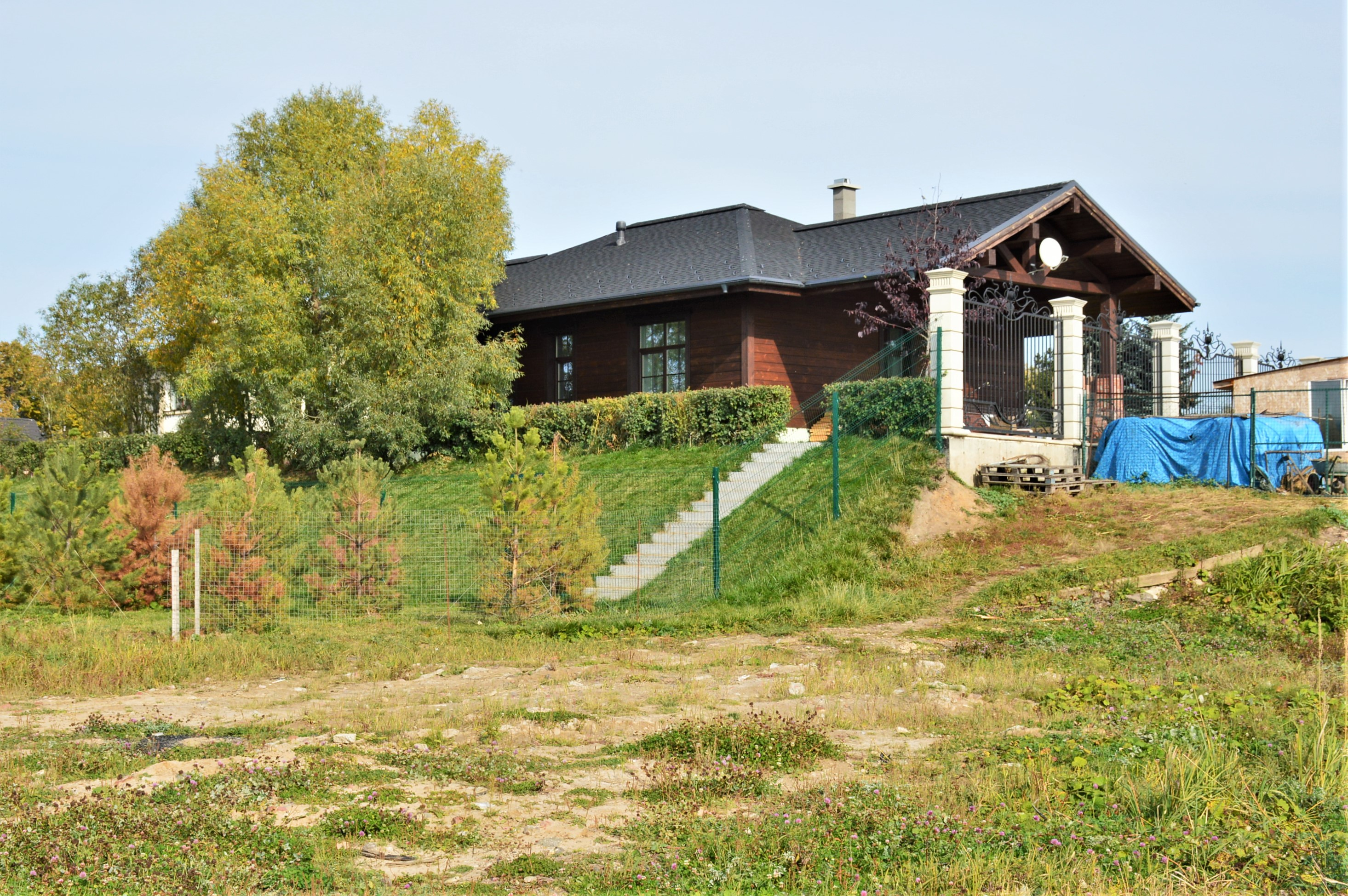
Жилой дом: ул. Бутырская, 24 — вид со стороны озера Средний Кабан (сентябрь 2020)
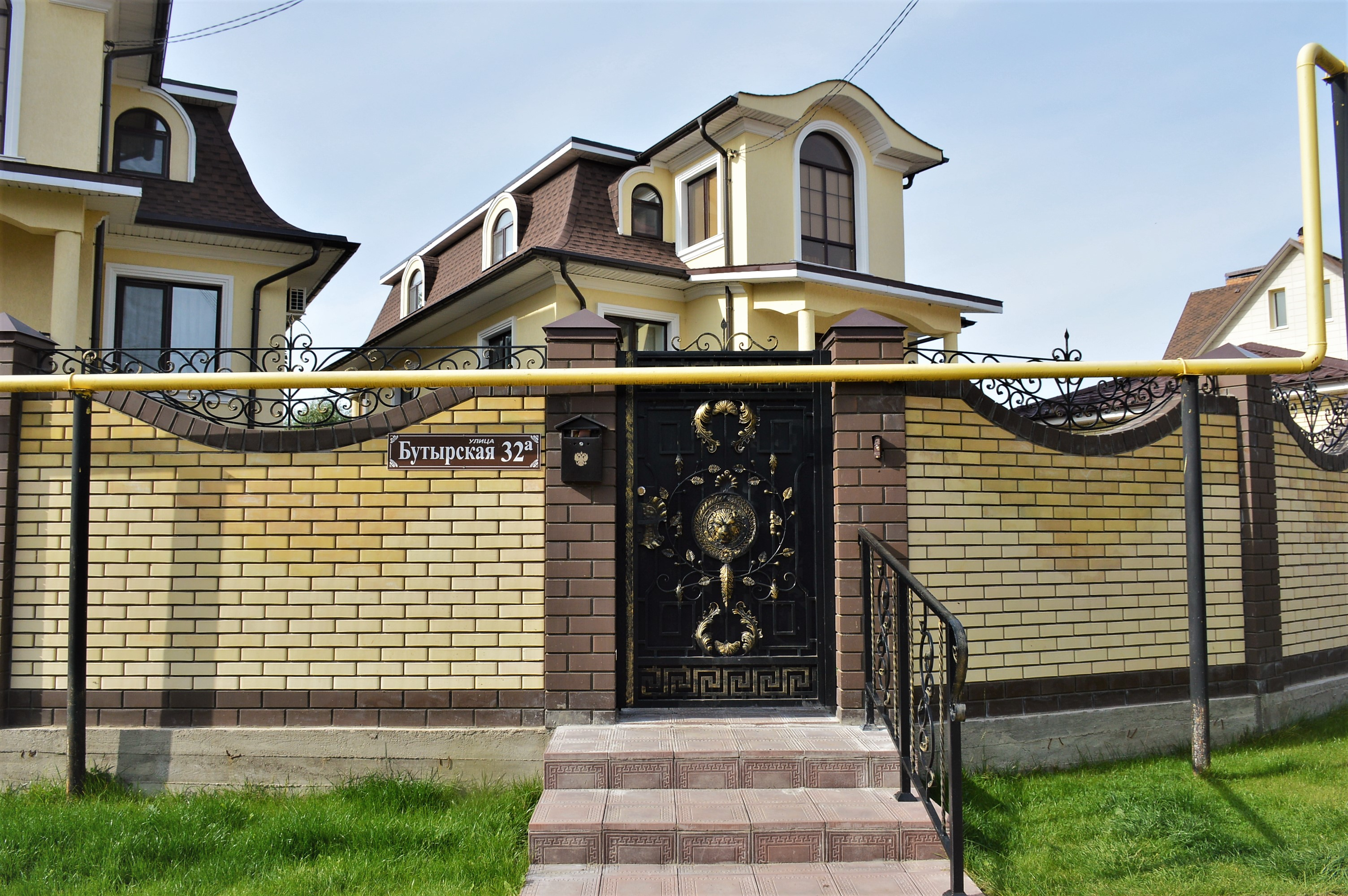
Жилой дом: ул. Бутырская, 32А (сентябрь 2020)
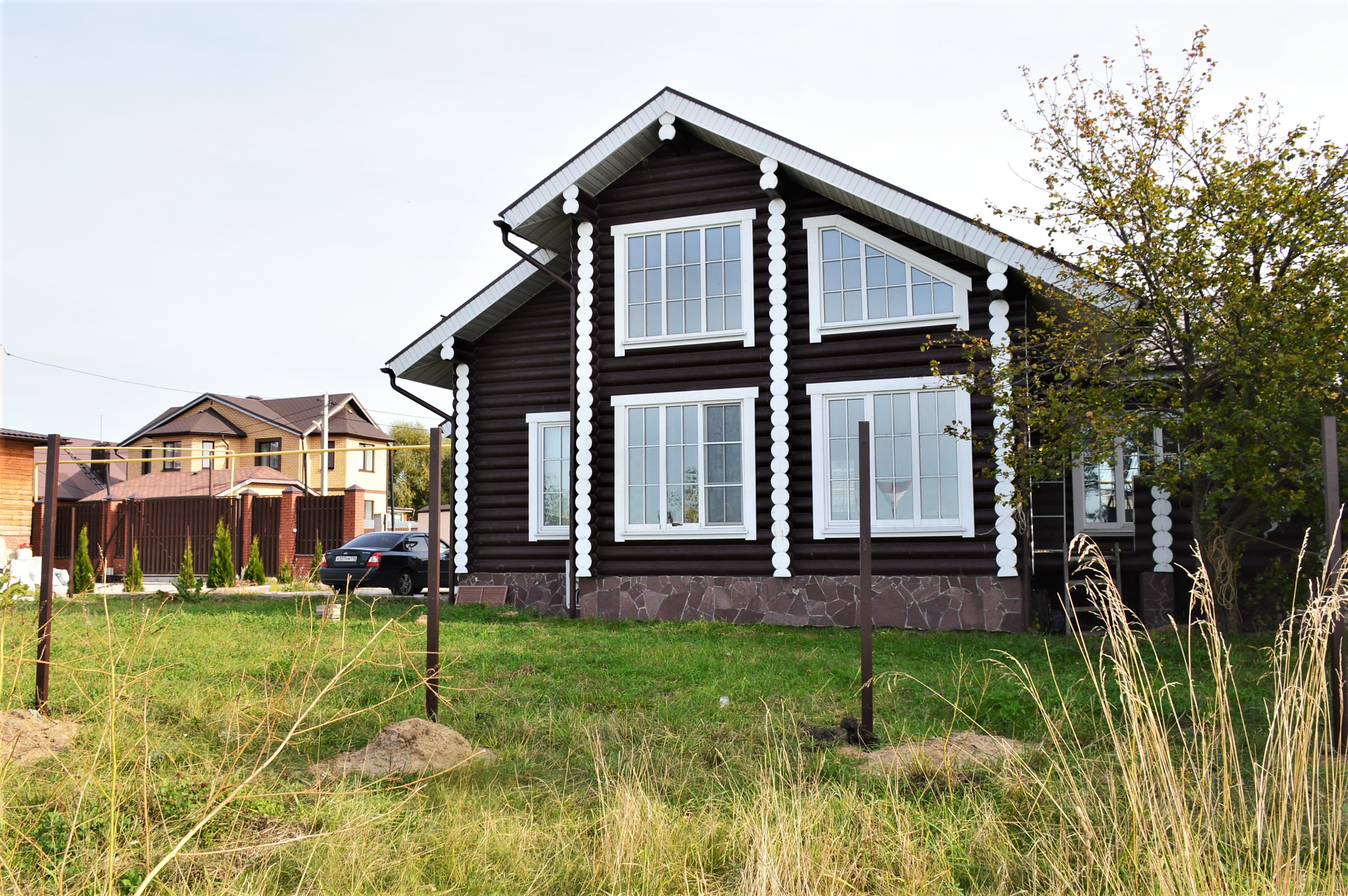
Жилой дом: ул. Бутырская, 36 — вид со стороны озера Средний Кабан (сентябрь 2020)